# My Old Ass
My Old Ass (dt. etwa „Mein alter Arsch“) ist ein US-amerikanischer Spielfilm von Megan Park aus dem Jahr 2024. Die Komödie handelt von einer Jugendlichen, die während eines Drogentrips ihrem älteren Ich begegnet. Die Hauptrollen übernahmen unter anderem Maisy Stella und Aubrey Plaza. Das Werk wurde im Januar 2024 beim 40. Sundance Film Festival uraufgeführt.

## Handlung
Die freche und selbstsichere Elliott wächst in einer ländlichen Gegend auf. Im Sommer, kurz vor dem Wechsel aufs College, nimmt sie eines Tages Mushrooms zu sich. Nach dem Konsum der halluzinogenen Pilze glaubt sie, ihrem älteren Ich gegenüberzustehen. Die erwachsene Elliott begegnet ihr mit sardonischem Humor.

## Veröffentlichung und Rezeption
My Old Ass wurde am 20. Januar 2024 im Rahmen des Sundance Film Festivals uraufgeführt. Dort wurde das Werk in die Sektion Premieres aufgenommen. Im Online-Katalog priesen die Veranstalter den Film als eine „süße Teenager-Liebesgeschichte“ sowie als „lebhafte zeitgenössische Komödie“ und „skurrile Version von Zeitreisefilmen“ an. Auch hoben sie die Schauspielleistungen von Maisy Stella und Aubrey Plaza heraus.